# Landkreis Querfurt

Wappen Landkreis Querfurt

Der Landkreis Querfurt, ursprünglich  Kreis Querfurt, war von 1816 bis 1945 ein Landkreis in der preußischen Provinz Sachsen und von 1945 bis 1952 im Land Sachsen-Anhalt.

## Verwaltungsgeschichte

### Preußen
Im Rahmen der Kreisgliederung in Preußen nach dem Wiener Kongress wurde zum 1. Oktober 1816 der Kreis Querfurt im Regierungsbezirk Merseburg in der preußischen Provinz Sachsen eingerichtet. In den Kreis floss der größte Teil der altsächsischen Ämter Freyburg, Querfurt, Sittichenbach und Wendelstein ein. Das Landratsamt befand sich in der Stadt Querfurt.

### Norddeutscher Bund/Deutsches Reich
Seit dem 1. Juli 1867 gehörte der Kreis zum Norddeutschen Bund und ab dem 1. Januar 1871 zum Deutschen Reich. Am 21. Juli 1875 wurden Teile des Gutsbezirks Memleben, Klostergut auf dem linken Ufer der Unstrut aus dem Kreis Querfurt in den Kreis Eckartsberga eingegliedert. Gleichzeitig traten Teile des Gutsbezirks Wendelstein (Domäne auf dem rechten Ufer der Unstrut) aus dem Kreis Eckartsberga in den Kreis Querfurt.
Zum 30. September 1928 fand im Kreis Querfurt entsprechend der Entwicklung im übrigen Preußen eine Gebietsreform statt, bei der alle Gutsbezirke aufgelöst und benachbarten Landgemeinden zugeteilt wurden. Nach Auflösung der Provinz Sachsen zum 1. Juli 1944 gehörte der Kreis zur neuen Provinz Halle-Merseburg. Im Frühjahr 1945 wurde das Kreisgebiet durch US-amerikanische Streitkräfte besetzt.

### DDR
Am 1. Juli 1950 kam es in der DDR zu einer ersten Gebietsreform:
- Aus dem Landkreis Eckartsberga wechselten die Gemeinden Hirschroda und Krawinkel in den nunmehr als Landkreis Querfurt bezeichneten Kreis.
- Aus dem Mansfelder Seekreis wechselten die Gemeinden Alberstedt, Dornstedt, Esperstedt, Hornburg und Schraplau in den Landkreis Querfurt.
- Aus dem Landkreis Sangerhausen wechselten die Gemeinde Landgrafroda in den Landkreis Querfurt.
- Die Stadt Mücheln sowie die Gemeinden Braunsbedra, Krumpa, Neumark und Oberwünsch wurden aus dem Landkreis Querfurt in den Landkreis Merseburg umgegliedert.
- Die Gemeinde Roßbach wechselte aus dem Landkreis Querfurt in den Landkreis Weißenfels.

Die Neueinteilung der Verwaltung in der DDR zum 26. Juli 1952 führte zu weiteren Gebietsänderungen:
- Der Landkreis Querfurt gab die Städte Freyburg, Laucha und Nebra sowie die Gemeinden Altenroda, Balgstädt, Baumersroda, Branderoda, Burgscheidungen, Ebersroda, Gleina, Golzen, Gröst, Hirschroda, Karsdorf, Kirchscheidungen, Krawinkel, Müncheroda, Nißmitz, Plößnitz, Reinsdorf, Schleberoda, Thalwinkel, Tröbsdorf, Wangen, Weischütz, Wennungen, Wetzendorf, Zeuchfeld und Zscheiplitz an den neuen Kreis Nebra ab
- Die Gemeinden Bottendorf, Roßleben, Schönewerda und Wendelstein kamen zum neuen Kreis Artern.
- Das restliche Kreisgebiet bildete fortan den Kreis Querfurt.
- Die Kreise Artern, Nebra und Querfurt wurden dem neuen Bezirk Halle zugeordnet.

### Bundesrepublik Deutschland
Der Landkreis Merseburg-Querfurt entstand 1994 durch Zusammenlegung der Kreise Merseburg und Querfurt.

## Einwohnerentwicklung
| Jahr | Einwohner | Quelle |
| ---- | --------- | ------ |
| 1816 | 32.453    | [ 4 ]  |
| 1843 | 43.569    | [ 5 ]  |
| 1871 | 53.780    | [ 6 ]  |
| 1890 | 59.202    | [ 7 ]  |
| 1900 | 58.351    | [ 7 ]  |
| 1910 | 60.734    | [ 7 ]  |
| 1925 | 70.465    | [ 7 ]  |
| 1933 | 72.814    | [ 7 ]  |
| 1939 | 72.114    | [ 7 ]  |
| 1946 | 102.032   | [ 8 ]  |

## Landräte
- 1816–1833 William von Danckelmann
- 1834–1840 Heinrich von Helldorff
- 1840–1843 Ernst von der Schulenburg
- 1844–1857 Carl von Helldorff
- 1857–1863 Karl von Helldorff
- 1864–1876 Albrecht von Schlieckmann
- 1876–1888 Eberhard von der Recke
- 1888–1903 Richard von Bötticher
- 1903–1919 Heinrich von Helldorff
- 1919–1927 Paul von Krause
- 1927–1933 Hermann Wandersleb
- 1933–1940 Axel Crewell
- 1940–1945 Fritz Adam

## Kommunalverfassung
Der Kreis Querfurt gliederte sich in Städte, in Landgemeinden und – bis zu deren Auflösung – in Gutsbezirke. Mit Einführung des preußischen Gemeindeverfassungsgesetzes vom 15. Dezember 1933 gab es ab dem 1. Januar 1934 eine einheitliche Kommunalverfassung für alle preußischen Gemeinden. Mit Einführung der Deutschen Gemeindeordnung vom 30. Januar 1935 trat zum 1. April 1935 im Deutschen Reich eine einheitliche Kommunalverfassung in Kraft, wonach die bisherigen Landgemeinden nun als Gemeinden bezeichnet wurden. Diese waren in Amtsbezirken zusammengefasst. Eine neue Kreisverfassung wurde nicht mehr geschaffen; es galt weiterhin die Kreisordnung für die Provinzen Ost- und Westpreußen, Brandenburg, Pommern, Schlesien und Sachsen vom 19. März 1881.

## Städte und Gemeinden

### Stand 1945
Der Kreis Querfurt umfasste 1945 fünf Städte und 78 weitere Gemeinden:
| - Albersroda - Altenroda - Balgstädt - Barnstädt - Baumersroda - Bottendorf - Branderoda - Braunsbedra - Burgscheidungen - Dobichau - Döcklitz - Dorndorf - Ebersroda - Eulau - Farnstädt - Freyburg a./Unstrut, Stadt - Gatterstädt - Gleina - Göhrendorf - Golzen - Goseck | - Grockstädt - Größnitz - Großwangen - Großwilsdorf - Gröst - Jüdendorf - Kalzendorf - Karsdorf - Kirchscheidungen - Kleineichstädt - Kleinwangen - Krumpa - Kuckenburg - Langeneichstädt - Laucha an der Unstrut, Stadt - Leiha - Leimbach - Liederstädt - Lodersleben - Lunstädt - Markröhlitz | - Mücheln (Geiseltal), Stadt - Müncheroda - Nebra (Unstrut), Stadt - Nemsdorf - Neumark (Geiseltal) - Niederschmon - Nißmitz - Oberschmon - Oberwünsch - Obhausen - Oechlitz - Osterhausen - Pettstädt - Plößnitz - Pödelist - Querfurt, Stadt - Reinsdorf - Roßbach - Roßleben - Rothenschirmbach - Schleberoda | - Schmirma - Schnellroda - Schönewerda - Schortau - Spielberg - Städten - Steigra - Thalwinkel - Tröbsdorf - Vitzenburg-Pretitz - Weischütz - Weißenschirmbach - Wendelstein - Wennungen - Wernsdorf - Wetzendorf - Wippach - Zeuchfeld - Ziegelroda - Zscheiplitz |

### Aufgelöste Gemeinden
| - Almsdorf, 1939 zu Gröst - Bedra, 1943 zu Braunsbedra - Braunsdorf, 1943 zu Braunsbedra - Eptingen, 1929 zu Mücheln - Eßmannsdorf, 1936 zu Schönewerda - Gehüfte, 1929 zu Mücheln - Geiselröhlitz, 1937 zu Neumark - Göhritz, 1939 zu Barnstädt - Gölbitz, 1929 zu Weißenschirmbach - Gräfendorf, 1937 zu Neumark - Großosterhausen, 1939 zu Osterhausen - Kämmeritz, 1936 zu Lützkendorf - Kleinosterhausen, 1939 zu Osterhausen - Lützkendorf, 1938 zu Krumpa - Möckerling, 1929 zu Mücheln - Nahlendorf, 1937 zu Lunstädt - Niedereichstädt, 1937 zu Langeneichstädt | - Obereichstädt, 1937 zu Langeneichstädt - Oberfarnstädt, 1939 zu Farnstädt - Obhausen Johanni, 1937 zu Obhausen - Obhausen Nikolai, 1937 zu Obhausen - Obhausen Petri, 1937 zu Obhausen - Pretitz, 1929 zu Vitzenburg-Pretitz - Sankt Micheln, zu Sankt Micheln-Sankt Ulrich - Sankt Micheln-Sankt Ulrich, 1939 zu Mücheln - Sankt Ulrich, zu Sankt Micheln-Sankt Ulrich - Stöbnitz, 1939 zu Mücheln - Thaldorf, 1929 zu Querfurt - Unterfarnstädt, 1939 zu Farnstädt - Wenden, 1926 zu Mücheln - Zöbigker, 1929 zu Mücheln - Zorbau, 1929 zu Mücheln - Zützschdorf, 1936 zu Wernsdorf |

### Namensänderungen
1936/37 fanden die folgenden Namensänderungen statt:
- Mücheln → Mücheln (Geiseltal)
- Calzendorf → Kalzendorf
- Carsdorf → Karsdorf